# Kompostwurm
Der Kompostwurm (Eisenia fetida), auch Mistwurm oder Stinkwurm genannt, ist eine der in Europa verbreitetsten Arten der Regenwürmer (Lumbricidae). Er kommt hauptsächlich unter verrottenden Pflanzen zum Beispiel in Kompost- und Misthaufen vor, auch in Wiesenböden ist er häufig. Er kommt auch in der Wurmkompostierung zum Einsatz.
Die Gattung Eisenia wurde benannt zu Ehren des schwedischen Naturforschers Gustaf Eisen. Der lateinische Zusatz f(o)etida bedeutet „stinkend“. Für Laien ist Eisenia fetida nur schwer von der Schwesterart Eisenia andrei zu unterscheiden.

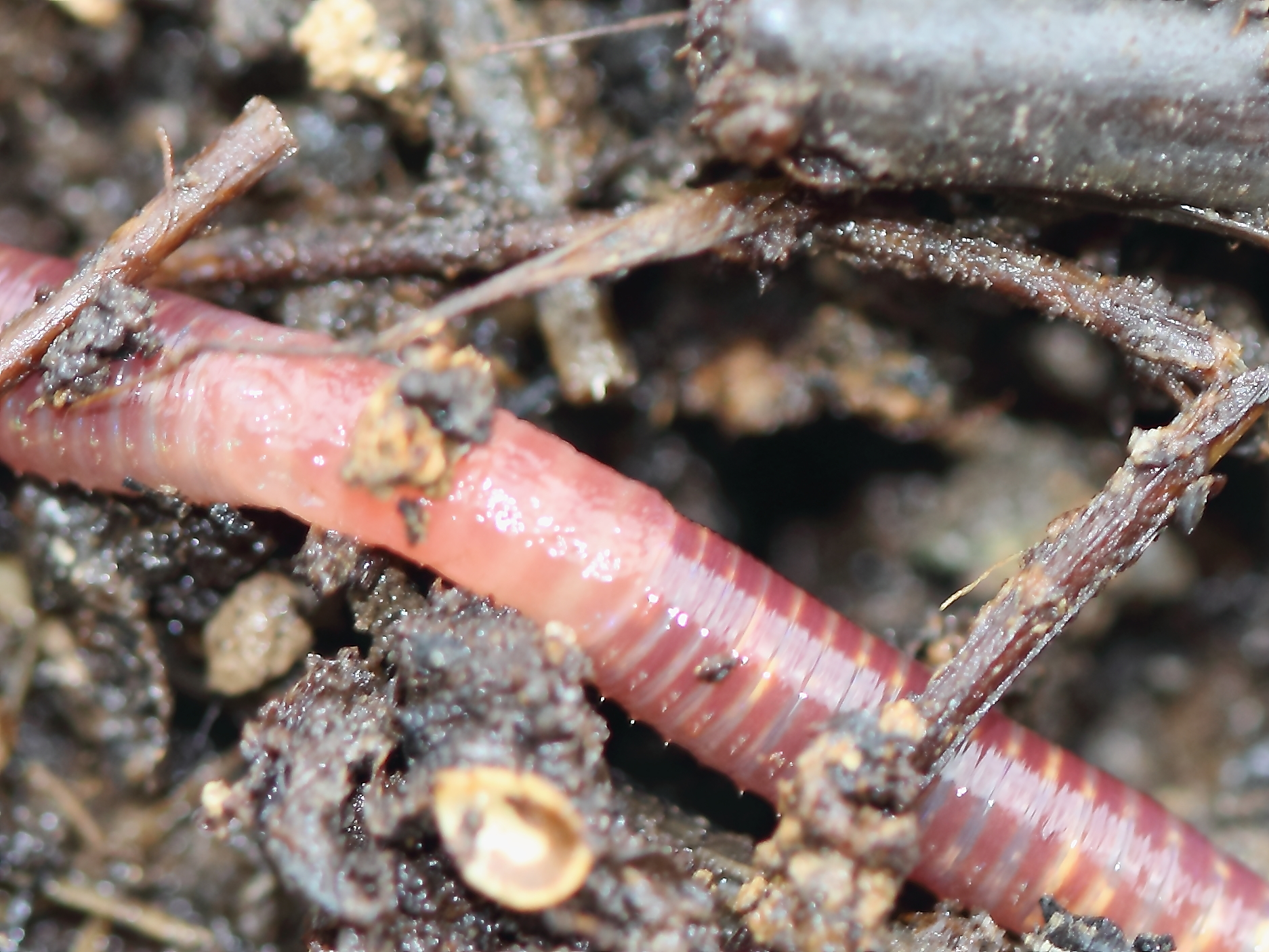
An den Segmenten befinden sich kurze Borsten, mit denen sich der Wurm bei der Fortbewegung verspreizt (an der Unterseite erkennbar)

## Merkmale
Eisenia fetida erreicht eine Körperlänge von etwa 60 bis 120 Millimetern, der Durchmesser ist 3 bis 6 Millimeter. Der Körper ist im geschlechtsreifen Zustand in 80 bis 120 Segmente gegliedert, er ist im vorderen Abschnitt zylindrisch, nach hinten zu schwach vierkantig. Das etwas sattelförmige Clitellum umfasst beim geschlechtsreifen Wurm sechs bis acht Segmente, meist vom vierundzwanzigsten oder fünfundzwanzigsten bis zum zweiunddreißigsten bis vierunddreißigsten Segment. Die sogenannten Pubertätsleisten bilden schmale Kanten entlang der bauchseitigen (ventralen) Grenze über etwa drei Segmente.
E. fetida sind Zwitter, es sind allerdings zwei Exemplare zur Fortpflanzung nötig, die sich bei der Mehrzahl an Paarungen wechselseitig befruchten.
Kompostwürmer sind im Vergleich zu anderen Regenwürmern sehr beweglich und flüchten, wenn sie an die Oberfläche gebracht werden, indem sie sich innerhalb kürzester Zeit eingraben.

## Nutzung
Kompostwürmer werden in Wurmfarmen vermehrt. Ihr Kot, der Wurmkompost, oder Extrakte daraus, der Wurmtee, werden als Biodünger verkauft, die Würmer als Köder für das Angeln sowie als Fischfutter.